# Félix-Henri Giacomotti
Félix-Henri Giacomotti (ur. 19 listopada 1828 w Quingey, zm. 10 maja 1909 w Besançon) – francuski malarz akademicki pochodzenia włoskiego.
Był uczniem szkoły projektowania w Besançon, od 1846 podjął naukę w Paryżu w pracowni François-Édouarda Picota, uczęszczał również na zajęcia w École des Beaux-Arts. W 1854 zdobył nagrodę i stypendium Prix de Rome za obraz Abraham lavant les pieds des trois anges. W latach 1855–1860 przebywał we Włoszech, kontynuując studia artystyczne. Po powrocie do Francji systematycznie wystawiał w paryskim Salonie, był wielokrotnie nagradzany medalami m.in. w kolejnych trzech latach 1864, 1865 i 1866. W 1867 otrzymał Legię Honorową, pełnił funkcję konserwatora w muzeum w Besançon.
Giacomotti malował portrety, sceny religijne, mitologiczne a także alegorie. Wykonywał również dekoracje ścienne w kościołach i budynkach użyteczności publicznej m.in. alegoria La Gloire de Rubens lui fut commandée w Musée du Luxembourg.

## Galeria

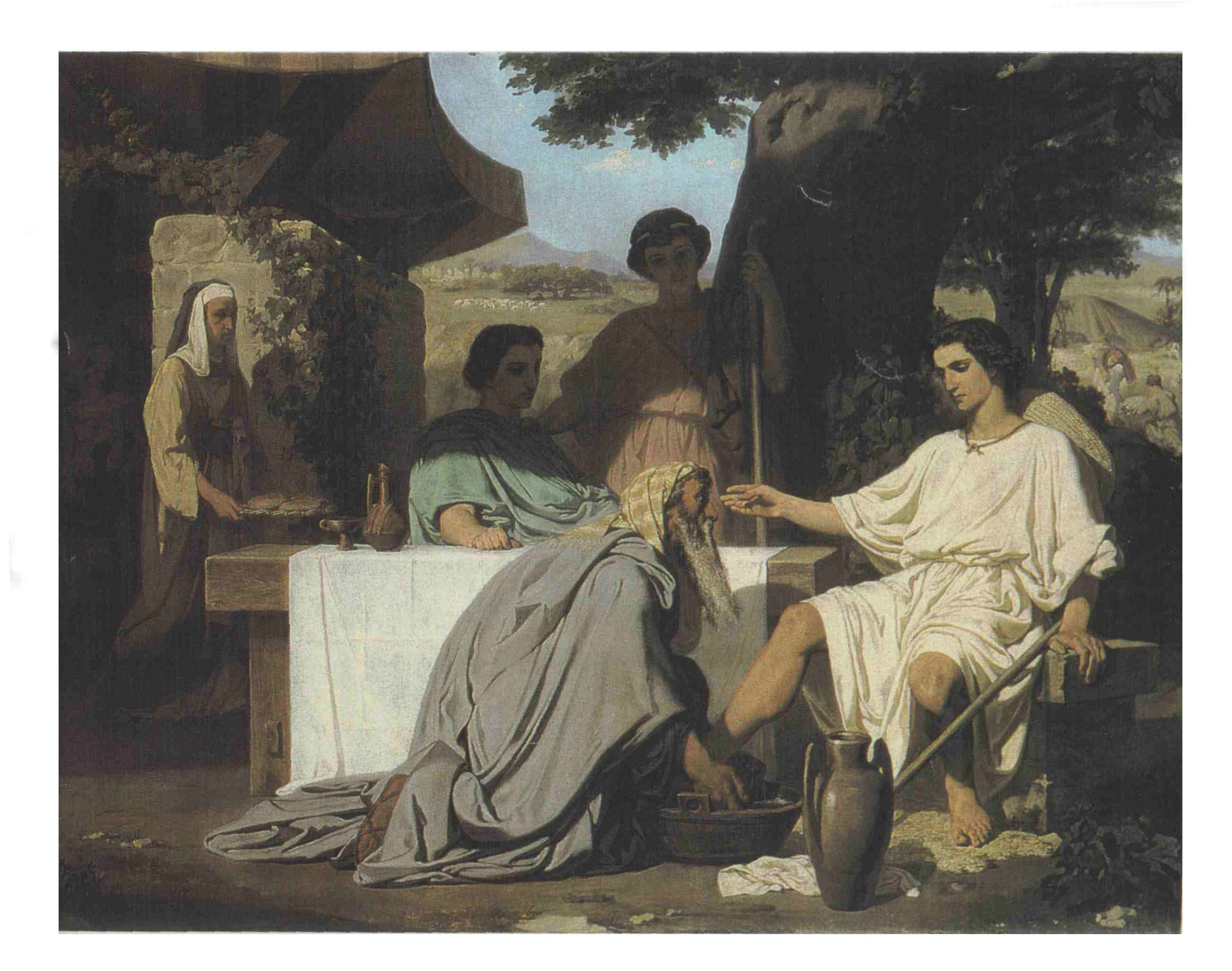
Abraham lavant les pieds aux anges, 1854
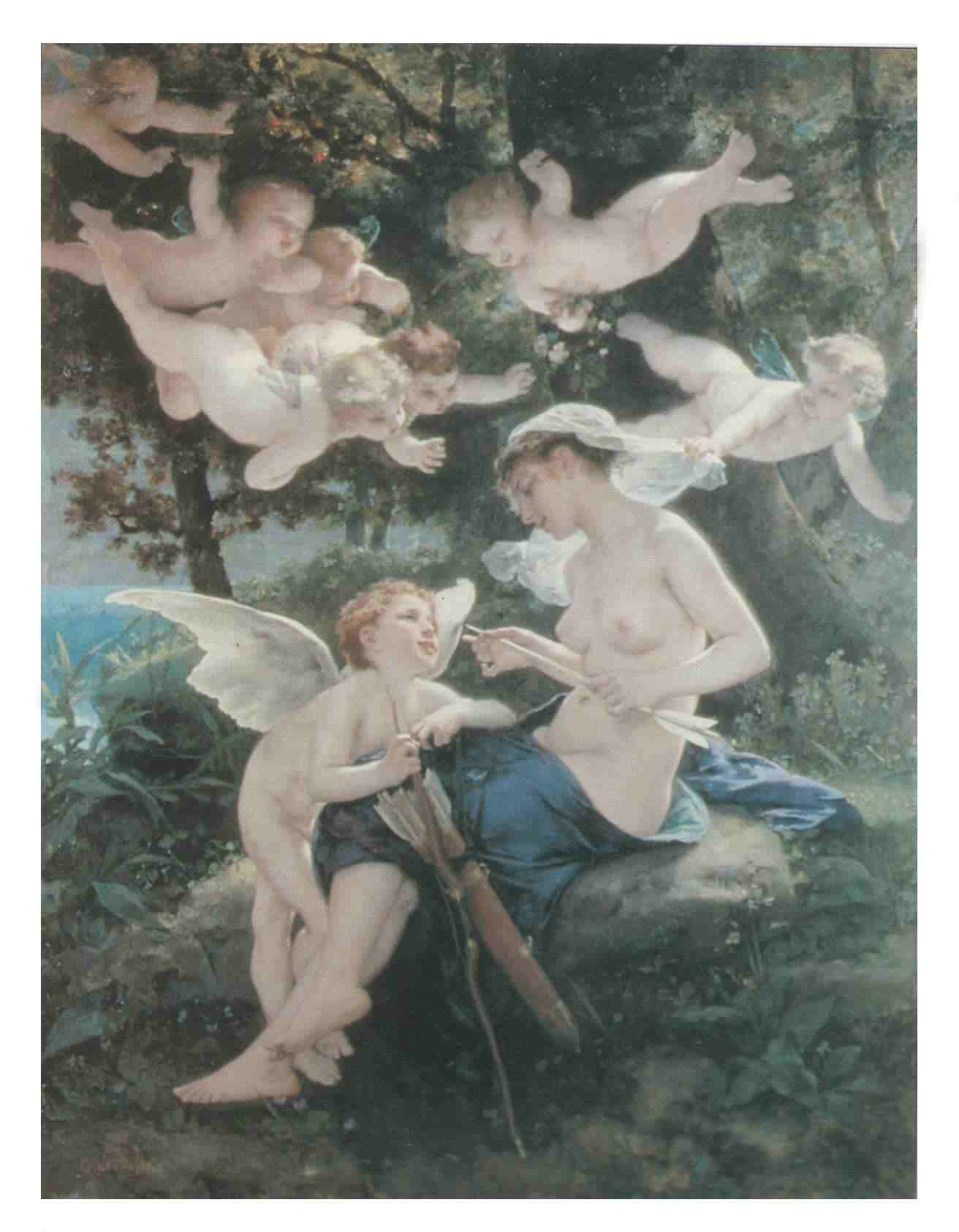
L'innocence, 1884
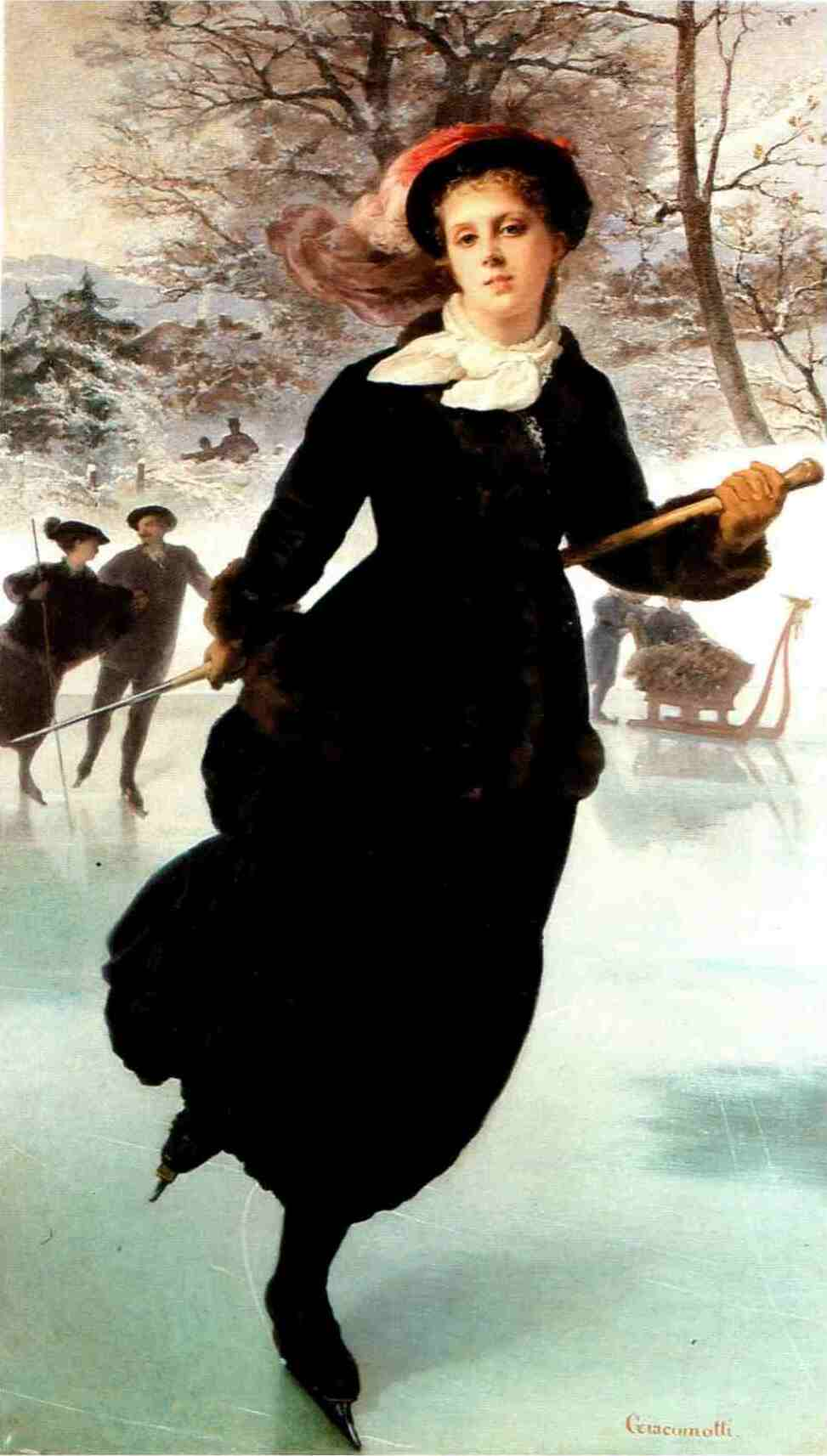
La Patineuse, 1888
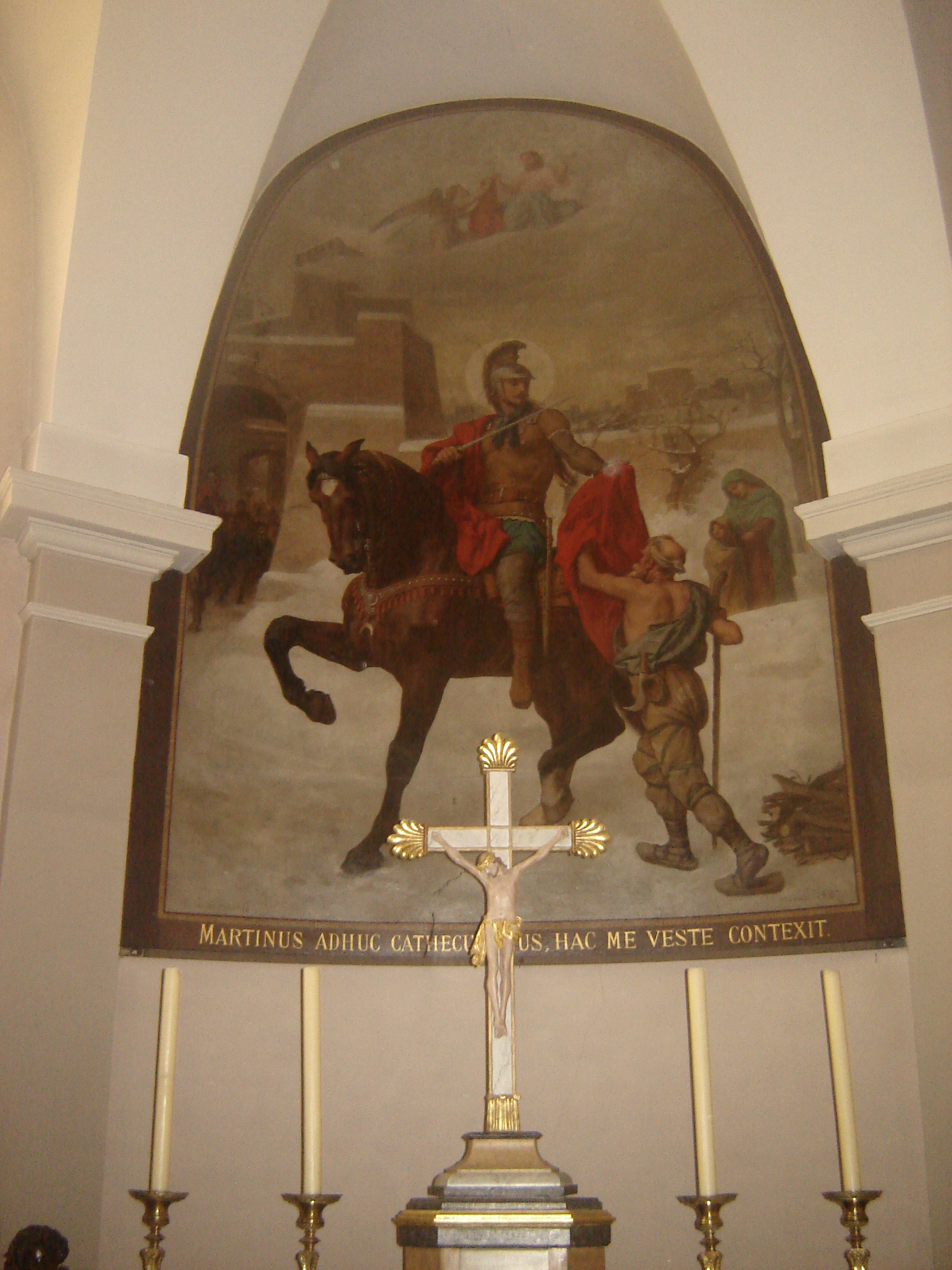
Saint Martin à la porte d'Amiens, Chór kościoła w Quingey, 1892